# Rdeči fosfor
Rdeči fosfor je nestrupen produkt iz belega fosforja. Rdeči fosfor lahko nato še naprej spremenimo v vijolični fosfor.

## Identifikacija snovi
Identifikacija snovi ali pripravka: Rdeči fosfor je rdečkast prah, ki je nestrupen. Pridobivajo ga iz belega fosforja, če ga segrevajo v zaprti posodi pri 250oC ali če ga izpostavimo sončni svetlobi. Rdeči fosfor je zelo stabilen v primerjavi z belim fosforjem ki se samovžge pri 30oC, se rdeči fosfor samovžge pri 300oC. 
 Uporaba snovi ali pripravka:

## Sestava s podatki o nevarnih sestavinah
Sestavine:  fosfor

CAS št.: 7723-14-0

vsebnost:  90 - 100%

nevarno:  da

## Ugotovitve o nevarnih lastnostih
Napotki za nevarnost: Pozor! Vnetljivo. Lahko pride do vžiga zaradi trenja ali grobega ravnanja. Povzroča draženje oči. Lahko je škodljivo, če ga zaužijemo ali vdihnemo.
Prepoznavni znaki pri okužbi:
Vdihavanje: Načeloma ni zelo strupen, vendar daljša izpostavljenost lahko povzroči kašljanje, bronhitis ter možne poškodbe jeter in ledvic, če je prisotnost belega fosforja.

Zaužitje: Čisti rdeči fosfor je sicer  nestrupen, vendar moramo predpostavljati, da je bila prisotnost tudi belega fosforja, in simptomi kot so slabost, bruhanje, trebušne bolečine ali vonj po česnju v izdihu to potrdijo. Smrtna doza belega fosforja za odraslega človeka je 50 – 100 mg.

Stik s kožo: Rdeči fosfor koži ni škodljiv. V primeru, da vsebuje primesi belega fosforja, pa lahko povzroči globoke rane (opekline), ki se počasi zdravijo.

Stik z očmi: Rdeči fosfor povzroča draženje. S primesmi belega fosforja pa povzroča močno draženje in opekline.

Kronična izpostavljenost: Kronično vdihavanje ali zauživanje lahko povzroči zastrupitev sistema s fosforjem. Poškodbe ledvic in jeter, nepravilnosti čeljusti in zob, okvare na srčno-žilnem sistemu in motnje v krvnem obtoku.

Dodatno opozorilo: Osebe s predhodnjimi težavami kože, očesnimi težavami, nepravilnostmi na zobeh ali čeljusti, poškodbami ledvic ali jeter so lahko bolj dovzetni za učinke zastrupitve.

## Ukrepi za prvo pomoč
Vdihovanje: Premaknimo se na sveži zrak. Če oseba ne diha, ji nudimo umetno dihanje. Pri težkem dihanju poškodovancu nudimo za dihanje kisik. Potrebna je zdravniška pomoč.
Zaužitje: Po zaužitju NE POSKUŠAJTE IZZVATI BRUHANJA! Zaužijte velike količine vode. V primeru da je poškodovanec nezavesten, ga postavite v položaj za nezavestnega in mu ne dajajte ničesar! Nujno potrebna takojšna zdravniška pomoč. 
Stik s kožo: Prizadeto mesto umijemo z milom.  V primeru da se pojavijo znaki razdraženosti kože poiščemo zdravniško pomoč.
Stik z očmi: Nemudoma začnemo izpirati oči z veliko količino vode, izpiramo vsaj 15 minut in občasno privzdvignemo spodnjo in zgornjo trepalnico. Takoj poiščemo zdravniško pomoč.

## Ukrepi ob požaru
Samovžig rdečega fosforja je pri 300 °C.
Rdeči fosfor je gorljiv in se lahko vžge zaradi trenja ali grobega ravnanja.
Posebne nevarnosti

Občutljiv je na statično razelektritev. Z oksidirajočimo materiali lahko tvori eksplozivne mešanice.
Primerna sredstva za gašenje

Najprej območje požara pagasimo z vodo, nato pa nanesemo moker pesek, ilovico ali apnenec da popolnoma prekrijemo območje.
Posebna zaščitna oprema za gasilce:

Goreči fosfor proizvaja dražeče toda ne močno strupene okside. Pri požarih s fosforjem je potrebno nositi kompletno ognje-varno obleko in celotno dihalno opremo. Pri visokih temperaturah se lahko rdeči fosfor spremeni v beli fosfor.

## Ukrepi ob nezgodnih izpustih
Ob nezgodnih izpustih je treba rdeči fosfor zaradi varnosti navlažiti in ga hraniti pod mokrim peskom ali čim podobnim, dokler se ga ne pobere in spravi v zaprte posode za ponovno uporabo ali za odstranitev. Odstraniti je potrebno vse vire, ki bi lahko povzročili vžig in mesto izpusta je potrebno dobro prezračevati.
Previdnostni ukrepi, ki se nanašajo na ljudi:

Obvezna je ustrezna zaščitna oprema. Uporabljamo neiskreče orodje in opremo. 
Ekološki zaščitni ukrepi

Izpust je treba počistiti tako, da ne povzročamo prašenja. Prašenje in razdrobitev kontroliramo z vlaženjem. Izpuste poberemo in jih shranimo v zaprte posode za ponovno uporabo ali za odstranitev.

## Ravnanje z nevarno snovjo in skladiščenje
Ravnanje

Pri ravnanju z rdečim fosforjem, se je treba izogniti tvorjenju prahu in kontrolirati vire vžigov. Kadarkoli izvajamo dela, ki povzročajo prah ali statično energijo, moramo poskrbeti, da je vsa oprema ustrezno ozemljena, da je zadostna ventilacija in nobenih eksplozij. Pri praznenju posod moramo biti previdni da v zraku ni vnetljivih hlapov, kajti to bi lahko povzročilo bliskovit ogenj ali eksplozijo zaradi statične razelektritve. Posode v katerih je bil rdeči fosfor so lahko nevarne tudi ko so prazne, kajti v njih lahko ostane prah in ostanki fosforja, zato je potrebno upoštevati varnost tudi pri delu s praznimi posodami.
 Skladiščenje

V tesno zaprtih posodah, v temi, na hladnem, suhem in zračnem mestu. Zaščitenem pred fizičnimi poškodbami. Shranjen mora biti ločeno od nezdružljivih snovi.

## Nadzor nad izpostavljenostjo/varnost in zdravje pri delu
Meje izpostavljenosti zaradi prenosa po zraku:  niso določene

Prezračevanje: sistem lokalnega in celotnega sistema prezračevanja je priporočen, da se zagotovi čim manjšo izpostavljenost delavcev. Lokalni sistem je najbolj zaželen, saj kontrolira in odvaja nevarne snovi pri izviru in s tem preprečuje da bi se le-te razširile po celotnem delovnem področju.

Osebna zaščita: na delovnih mestih kjer so delavci izpostavljeni prahu in meglicam je priporočeno nošenje dihalne zaščite - maske, v pogojih kjer je izpostavljnost neznana je potrebna uporaba celotnega dihalnega sistema, se pravi zaščitne maske in bombe s kisikom.
Zaščitne maske ki filtrirajo zrak ne zaščitijo delavca v prostorih, kjer primanjkuje kisika.

Zaščita kože: Nošenje zaščitnih rokavic in čiste zaščitne obleke za telo.

Zaščita oči: Uporaba zaščitnih očal. V delovnem območju naj bojo postavljeni spiralci za oči in oprema za hitro spiranje.

Dodatni zaščitni ukrepi: prisotnost belega fosforja kot nazaželene primesi spremeni potrebno zaščitno opremo.

## Fizikalne in kemijske lastnosti
Rdeči fosfor je v trdnem agregatnem stanju.

## Obstojnost in reaktivnost
Obstojnost: Obstojen je pri normalnih pogojih uporabe in shranjevanja.

Strupeni produkti razpada: beli fosfor, fosforjevi oksidi, fosfini, fosforjeva kislina

Nezdružljivost: halogeni, halidi, oksidirajočimi materiali in alkali

Neugodni pogoji: vročina, ogenj, trenje, nazdružljivi materiali, statične razelektritve, viri vžiga

## Ekotoksikološki podatki
Rdeči fosfor je škodljiv vodnim organizmom. Povzroči lahko dolgotrajne neugodne pogoje v vodnem okolju.

## Odstranjevanje
Če snov ne moremo ponovno uporabiti ali jo reciklirati jo moramo obravnavati kakor nevaren odpadek in jo poslati v za to primerna odlagališča. Ravno tako moramo na takšen način ravnati s prazno embalažo in neuporabljenimi ostanki snovi.

Ravnanje z odpadki je predpisano v Pravilniku o ravnanju z odpadki in v Pravilniku o ravnanju z embalažo in odpadno embalažo.

## Transportni podatki
ime: PHOSPHORUS

UN številka: 1338

razred nevarnosti: 4.1

## Povezave
- Povezava do datoteke z R in S stavki Arhivirano 2005-03-07 na Wayback Machine.
- Povezava do originalnega varnostnega lista

]]
[[Kategorija:Anorganska kemija